# Emoji
Emoji (jap. 絵文字; wym. [emodʑi]) – piktogram stosowany przez użytkowników Internetu. Podobnie jak emotikony, emoji służą do wyrażania emocji poprzez wizerunki twarzy, ale w przeciwieństwie do nich obejmują również przedmioty, miejsca, rodzaje pogody, rośliny, zwierzęta i służą do uwydatniania wiadomości, co jest szczególnie ważne ze względu na duży napływ informacji na osiach czasu.

## Nazwa
Nazwa „emoji”, oznaczająca „piktogram”, „symbol rysunkowy” pochodzi od japońskich słów: „e” (jap. 絵; obraz) i „moji” (jap. 文字; litera, znak kanji, znak kany). Podobieństwo do angielskiego słowa „emotion” oraz do słowa „emotikon” o podobnym znaczeniu jest przypadkowe.

## Historia
Wywodzące się z japońskich telefonów komórkowych z końca lat 90. XX wieku, popularność na świecie zyskały po wprowadzeniu ich na telefony iPhone w 2011 r., a następnie na urządzenia z systemami Android. OS X obsługuje emoji od wersji Lion, z kolei Microsoft wprowadził monochromatyczne emoji w systemie Windows 8, a kolorowe w Windows 8.1. W zależności od używanej aplikacji emoji różnią się od siebie wyglądem i są sukcesywnie poszerzane i/lub aktualizowane.